# Контвил (Оаза)
Контвил (фр. Conteville) насеље је и општина у североисточној Француској у региону Пикардија, у департману Оаза која припада префектури Бове.
По подацима из 2011. године у општини је живело 82 становника, а густина насељености је износила 22,65 становника/km². Општина се простире на површини од 3,62 km². Налази се на средњој надморској висини од 318 метара (максималној 178 m, а минималној 120 m).

## Демографија
| 1962. | 1968. | 1975. | 1982. | 1990. | 1999. | 2011. |
| ----- | ----- | ----- | ----- | ----- | ----- | ----- |
| 86    | 93    | 82    | 68    | 75    | 76    | 82    |

График промене броја становника у току последњих година